# Tiefschlag
Tiefschlag ist ein unterhalb der Gürtellinie treffender Tritt oder Schlag, der beispielsweise beim Boxen untersagt ist.
In den meisten Sportarten sind Tiefschläge aufgrund der Verletzungsgefahr regelwidrig. Zum Schutz vor Tiefschlägen tragen die Sportler einiger Sportarten einen Tiefschutz.

## Boxen
Beim Boxen gilt der Tiefschlag als Body Foul, nach dem der Getroffene eine Erholungszeit von fünf Minuten erhält, kann er danach laut Ringarzt nicht weiterboxen, wird der Foulende disqualifiziert.

## Kickboxen
Beim Kickboxen sind Tiefschläge ebenfalls verboten.